# Gregory Mathews
Gregory Macalister Mathews CBE (Biamble, 10 de setembro de 1876 — Winchester, 27 de março de 1949) foi um ornitólogo australiano que passou a maior parte de sua vida na Inglaterra.

## Vida
Ele nasceu em Biamble em Nova Gales do Sul, filho de Robert H. Mathews. Ele foi educado na Escola do Rei, Parramatta.
Mathews fez fortuna com ações de mineração e mudou-se para a Inglaterra em 1902. Em 1910, foi eleito membro da Royal Society of Edinburgh. Seus proponentes foram William Eagle Clarke, Ramsay Heatley Traquair, John Alexander Harvie-Brown e William Evans.

## Ornitologia

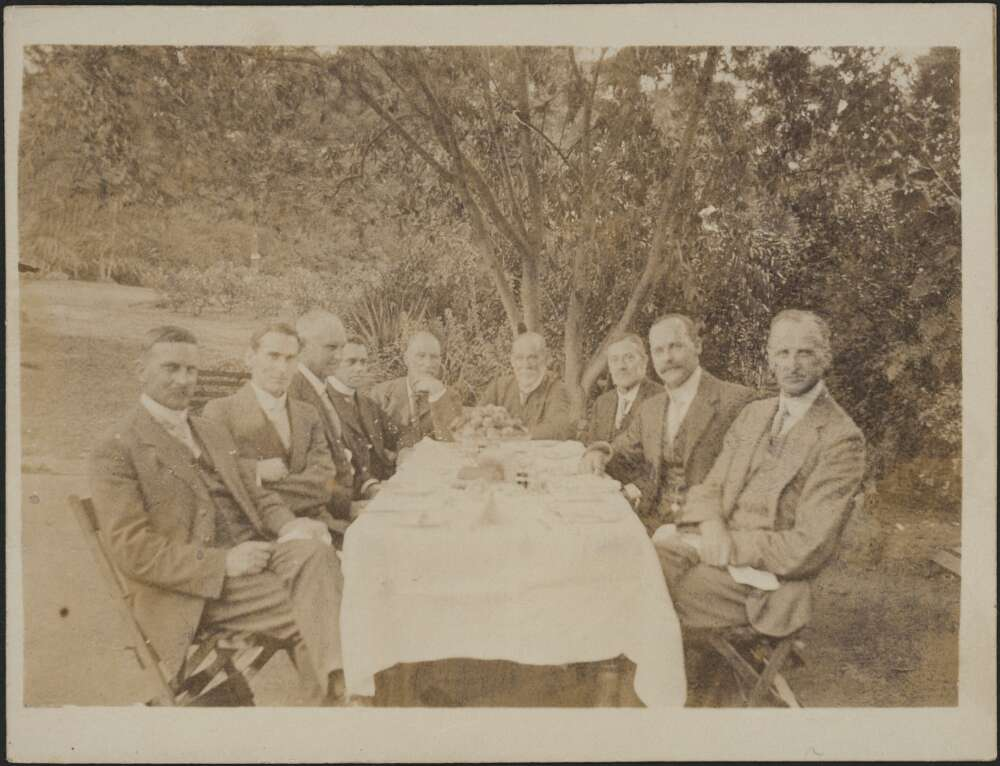
Reunião da União Real de Ornitólogos da Australásia (RAOU) com os membros Dr. J. Leach, L. Chandler, C. McLennan, C. Barrett, A.J. Campbell, Dudley Le Souef, T. Tregallas, Z. Gray, Gregory Mathews

Mathews foi uma figura controversa na ornitologia australiana. Ele foi responsável por trazer a nomenclatura trinomial para a taxonomia local, no entanto, ele era considerado um divisor extremo. Ele reconheceu um grande número de subespécies em evidências escassas e poucas notas. O extinto Lord Howe Pigeon foi descrito por Mathews em 1915, usando uma pintura como guia. Na época, ele a chamou de Raperia godmanae em homenagem a Alice Mary Godman.
Sua abordagem atraiu uma resposta hostil de Archibald James Campbell, uma importante figura australiana em pássaros na época. Mais tarde, ele começou a dividir gêneros. Dominic Serventy predisse que embora muitas dessas subespécies deixassem de ser reconhecidas, pesquisas futuras teriam de recorrer ao uso de algumas delas se e quando as evidências sustentassem seu status distinto.
Ele foi presidente do British Ornithologists 'Club de 1935 a 1938. Ele foi nomeado CBE em 1939 por seus serviços à ornitologia.
Mathews descreveu M. s. musgravei, atualmente reconhecida como uma subespécie da esplêndida carriça-das-fadas, em 1922 como uma nova espécie de pássaro.
Em 1939, ele foi eleito Fellow da Royal Australasian Ornithologists Union e serviu como seu presidente de 1946 a 1947. Ele doou sua biblioteca ornitológica para a Biblioteca Nacional da Austrália em 1939.
Em 1939, Matthews doou uma pequena coleção de itens etnográficos aborígines da Austrália para o Museu Britânico.

## Publicações
Mathews contribuiu com vários artigos para a literatura ornitológica, especialmente sobre taxonomia e nomenclatura aviária, bem como fundou, financiou, editou e foi o principal colaborador da revista The Austral Avian Record. Os trabalhos monográficos ou em formato de livro de sua autoria ou co-autoria incluem:
- 1908 – The Handlist of the Birds of Australia. (Baseado em A Handlist of Birds by Bowdler Sharpe).
- 1910–1927 – The Birds of Australia Witherby: London. (12 volumes, assistido por Tom Iredale).
- 1912 – The Reference List of the Birds of Australia. (Novitates Zoologicae, 18 de janeiro de 1912).
- 1913 – A List of the Birds of Australia. Witherby: Londres.
- 1920 – The Name List of the Birds of Australia.
- 1921 – A Manual of the Birds of Australia. Volume I: Orders Casuarii to Columbae. Witherby: Londres. (Com Tom Iredale. Apenas um volume publicado de quatro projetados).
- 1924 – The Check-List of the Birds of Australia. Witherby: London. (Compreendendo os suplementos 1-3 of The Birds of Australia).
- 1925 – The Bibliography of the Birds of Australia. Witherby: London. (Composto pelos Suplementos 4 and 5 of The Birds of Australia).
- 1927 – Systema Avium Australasianarum. a Systematic List of the Birds of the Australasian Region. BOU: Londres. (2 volumes).
- 1928 – The Birds of Norfolk and Lord Howe Islands and the Australian South Polar Quadrant. Witherby: Londres.
- 1931 – A List of the Birds of Australasia, Including New Zealand, Lord Howe and Norfolk Islands, and the Australasian Antarctic Quadrant.
- 1936 – A Supplement to the Birds of Norfolk and Lord Howe Islands to which is Added those Birds of New Zealand not figured by Buller. Witherby: Londres.
- 1942 – Birds and Books: the Story of the Mathews Ornithological Library. Verity Hewitt Bookshop: Canberra.
- 1943 – Notes on the Order Procellariiformes. (com Edward Hallstrom).
- 1946 – A Working List of Australian Birds, including the Australian Quadrant and New Zealand. Shepherd Press: Sydney.